# Safdarjung

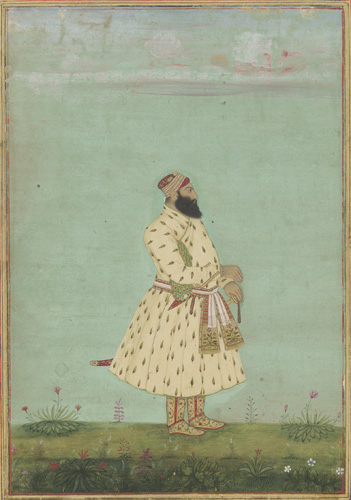
Safdarjung

Safdarjung oder auch Safdar Jang (Hindi सफ़्दरजंग, Urdu صفدرجنگ; geboren um 1708 in Persien; gestorben 5. Oktober 1754 in Sultanpur, Indien) oder mit vollem Namen Abul Mansoor Muhammad Muqueem oder Abul-Mansur Khan Safdar Jung war persischer Abstammung und von 1739 bis 1754 der zweite Herrscher der im Jahr 1732 faktisch unabhängig gewordenen Provinz Avadh (oder Oudh) im Norden Indiens. Von den politisch schwachen Mogulherrschern Muhammad Shah (reg. 1720–1748) und Ahmad Shah (reg. 1748–1754) erhielt er darüber hinaus zahlreiche weitere Ämter und Titel, so dass er zu einem der einflussreichsten und wohlhabendsten Männer des Landes aufstieg.

## Geschichte

### Hintergrund
Unter der Herrschaft des Sultanats von Delhi (1206–1526) und unter den frühen Großmoguln wurde die ca. 500 km südöstlich von Delhi oder Agra gelegene und von vielen als „Kornkammer Indiens“ bezeichnete Provinz Avadh mit den Hauptstädten Faizabad und Lucknow von Statthaltern (subahdars oder nawabs) verwaltet. In der Zeit des Niedergangs der Zentralmacht des Mogulreiches nach dem Tod Aurangzebs (1707) entwickelten sich aus den ehemaligen Provinzen zahlreiche Fürstenstaaten, die rechtlich gesehen bis 1858 noch den jeweils herrschenden Mogulkaisern unterstanden, faktisch jedoch eigenmächtig regiert wurden. Die Provinz Avadh (Oudh) wurde in den Jahren nach 1722 vom Statthalter Saadat Khan in die Unabhängigkeit geführt.

### Biografie
Dessen Nachfolger wurde im Jahr 1739 sein in Persien geborener und im Jahr 1722 nach Indien emigrierter Neffe und Schwiegersohn Abul-Mansur Khan, der später den Ehrentitel Safdarjung („kühn im Krieg“ oder „mutiger Krieger“) erhielt. Er erwies sich als fähiger Verwalter und der in Delhi residierende Großmogul Muhammad Shah übertrug ihm zusätzlich den Gouverneursposten der reichen Provinz Kaschmir. Unter dem im Jahr 1748 an die Macht gelangten Mogulherrscher Ahmad Shah (reg. 1748–1754) wurden ihm auch die Gouverneurswürde von Ajmer und das Amt des Faujdar über Narnaul übertragen; gleichzeitig übernahm Safdarjung als Wesir (wazir ul-mamalik-i-hindustan) de facto die Herrschaft über das gesamte Mogulreich. Auf dem Hintergrund von Palastintrigen nach dem Verlust der Provinzen Sindh und Gujarat (1749/50) an den afghanischen Usurpator Ahmad Schah Durrani sowie des Punjab an die Sikhs fiel Safdarjung in Ungnade und wurde im Jahr 1753 aller seiner Ämter bei Hofe enthoben. Unter Vermittlung von Madho Singh I., dem damaligen Maharaja von Jaipur, kehrte er nach Faizabad zurück, wo er die Nachricht von seiner Wiedereinsetzung erhielt; er starb jedoch schon ein Jahr später in Sultanpur.

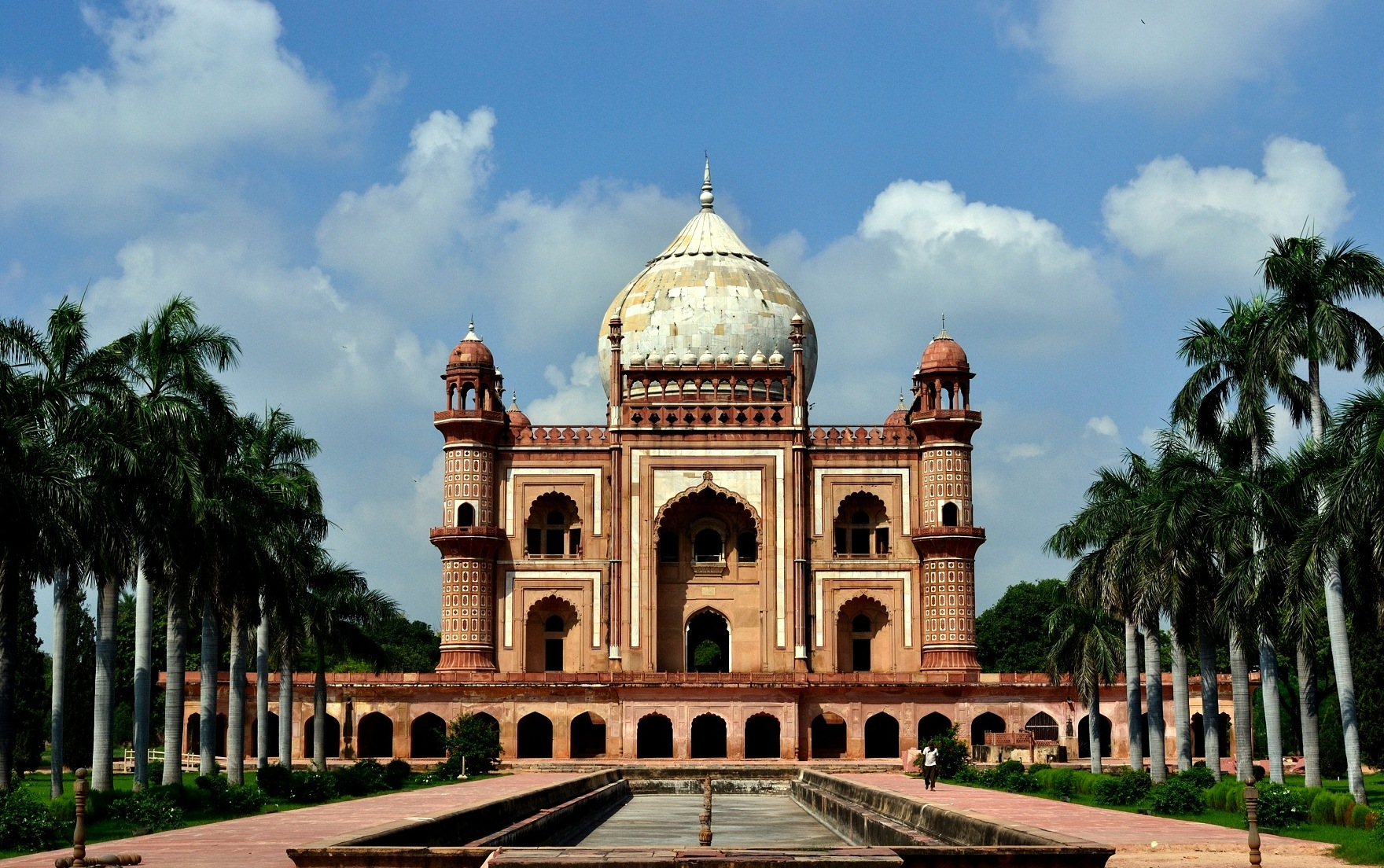
Safdarjung-Mausoleum

## Safdarjung-Mausoleum
Bedeutendste Hinterlassenschaft Safdarjungs ist sein imposantes Grabmal in Delhi (Safdarjung-Mausoleum), welches als ein später Höhepunkt der Mogul-Architektur anzusehen ist. Der nahegelegene ehemalige Flughafen von Delhi (Safdarjung-Airport) ist nach ihm benannt.